# Giro di Lombardia 1939
Il Giro di Lombardia 1939, trentacinquesima edizione della corsa, si svolse il 22 ottobre 1939 su un percorso di 231,4 km con partenza e arrivo a Milano. Fu vinto dall'italiano Gino Bartali, giunto al traguardo con il tempo di 6h51'05" alla media di 33,774 km/h precedendo per distacco i connazionali Adolfo Leoni e Salvatore Crippa. Conclusero la prova, organizzata dalla Gazzetta dello Sport e valida per il Trofeo dell'Impero, 27 dei 75 ciclisti al via.

## Percorso
Partito come di consueto a Milano, il Giro di Lombardia 1939 attraversò nella prima parte Nova Milanese, Desio, Seregno, Giussano, Inverigo, Canzo, Asso, Valbrona, Onno, Bellagio con la salita alla Madonna del Ghisallo, Magreglio, di nuovo Asso e Canzo, Erba, Albese, Como, San Fermo della Battaglia, Parè, Olgiate Comasco, Malnate e Varese. Transitò quindi nell'ordine da Induno Olona, Arcisate, Bisuschio, Porto Ceresio, Ponte Tresa con la salita verso Marchirolo, Grantola, Rancio con la salita verso Brinzio, di nuovo Varese, Lozza e Tradate; dopo il passaggio da Mozzate e Saronno, la corsa ebbe termine nel capoluogo meneghino al Velodromo Vigorelli.

## Ordine d'arrivo (Top 10)
| Pos. | Corridore         | Squadra | Tempo    |
| ---- | ----------------- | ------- | -------- |
| 1    | Gino Bartali      | Legnano | 6h51'05" |
| 2    | Adolfo Leoni      | Bianchi | a 3'35"  |
| 3    | Salvatore Crippa  | Ganna   | s.t.     |
| 4    | Osvaldo Bailo     | Bianchi | s.t.     |
| 5    | Guerrino Tomasoni | Frejus  | s.t.     |
| 6    | Olimpio Bizzi     | Frejus  | s.t.     |
| 7    | Severino Canavesi | Gloria  | s.t.     |
| 8    | Secondo Magni     | Legnano | s.t.     |
| 9    | Glauco Servadei   | Ganna   | s.t.     |
| 10   | Aimone Landi      | Lygie   | s.t.     |